# Lijst van oorlogsmonumenten in Venlo
De Nederlandse gemeente Venlo heeft 25 oorlogsmonumenten. Hieronder een overzicht.
| Nr.  | Object                             | Herdachte groep                                                                                              | Ontwerper                                                       | Onthulling       | Type            | Locatie                               | Plaats               | Coördinaten                   | Foto                               |
| ---- | ---------------------------------- | --- | --------------------------------------------------------------- | ---------------- | --------------- | ------------------------------------- | -------------------- | ----------------------------- | ---------------------------------- |
| 8    | Evacuatie                          | overig, burgerslachtoffers                                                                                   |                                                                 | 31 augustus 1945 | Kruis           | Hanikerweg, 5943 NA                   | Lomm                 | 51° 27' 19" NB, 6° 11' 51" OL | Evacuatie                          |
| 28   | Oorlogsmonument                    | burgerslachtoffers, verzet Nederland                                                                         | Firma August Latiers en Zn.                                     | 5 mei 1946       | Kruis           | Patersweg, 5951 NC                    | Belfeld              | 51° 18' 4" NB, 6° 6' 3" OL    |                                    |
| 29   | Monument aan de Schandelo          | geallieerde militairen, burgerslachtoffers                                                                   | A. van den Heuvel, Hay Gout (restauratie)                       |                  | Kruis           | Schandelo 41, 5941 NE                 | Velden               | 51° 25' 26" NB, 6° 11' 7" OL  | Monument aan de Schandelo          |
| 31   | Monument in buurtschap Vorst       | algemeen, overig                                                                                             | Hay Ewalts (restauratie)                                        |                  | Kruis           | Vorstweg 40, 5941 NV                  | Velden               | 51° 24' 33" NB, 6° 9' 25" OL  | Monument in buurtschap Vorst       |
| 32   | Monument bij de Drie Dennen        | overig |                                                                 | 19 januari 1947  | Kruis           | Straelseweg, 5941 NJ                  | Velden               | 51° 25' 40" NB, 6° 12' 2" OL  | Monument bij de Drie Dennen        |
| 33   | Monument bij boerderij De Voort    | overig |                                                                 |                  | Kruis           | Rijksweg bij 1, 5941 AA               | Velden               | 51° 26' 1" NB, 6° 10' 15" OL  | Monument bij boerderij De Voort    |
| 34   | Oorlogsmonument                    | burgerslachtoffers                                                                                           | Ir. A.J. Kropholler, R.J. Veendorp                              |                  | plaquette       | Markt 21, Sint-Andreaskerk / Kerkberg | Velden               | 51° 24' 53" NB, 6° 9' 50" OL  |                                    |
| 83   | Indië-monument                     | militairen in dienst van het Ned. Kon. na 1945                                                               | Hub Hendriks                                                    | 11 april 1953    | beeld/sculptuur | Irenelaan, 5951 EJ                    | Belfeld              | 51° 18' 51" NB, 6° 7' 10" OL  |                                    |
| 483  | Heilig Hartbeeld                   | algemeen, militairen in dienst van het Ned. Kon. 1940-1945                                                   | Sprenkels                                                       |                  | beeld/sculptuur | Kerkstraat, 5951 EC                   | Belfeld              | 51° 18' 50" NB, 6° 7' 8" OL   |                                    |
| 650  | Bevrijdingsmonument                | algemeen, geallieerde militairen, burgerslachtoffers                                                         | Peter Roovers (1902-1993)                                       | 23 juni 1968     | beeld/sculptuur | Mgr. Boermansstraat, 5911 BA          | Venlo                | 51° 22' 16" NB, 6° 10' 25" OL | Meer afbeeldingen                  |
| 1229 | Monument voor de Gevallenen        | militairen in dienst van het Ned. Kon. 1940-1945, burgerslachtoffers, vervolgden Nederland, verzet Nederland | Piet Killaars (17-10-1922)                                      | 30 december 1955 | beeld/sculptuur | Raadhuislaan, 5931 NR                 | Tegelen              | 51° 20' 25" NB, 6° 8' 27" OL  |                                    |
| 1885 | Maria-geloftemonument              | Aalgemeen, overig                                                                                            | Charles Vos                                                     | 9 mei 1948       | beeld/sculptuur | Raadhuislaan, 5931 NR                 | Tegelen              | 51° 20' 25" NB, 6° 8' 27" OL  | Meer afbeeldingen                  |
| 2058 | Oorlogsmonument                    | burgerslachtoffers                                                                                           | Ir. A.J. Kropholler                                             |                  | plaquette       | Raadhuisplein 1, 5944 AH              | Arcen                | 51° 28' 28" NB, 6° 10' 48" OL |                                    |
| 2266 | Wilhelmina                         | verzet Nederland, overig                                                                                     | Dries Engelen (ontwerp), metaalgieterij G. Giesen (uitvoering)  | 5 mei 1970       | beeld/sculptuur |                                       | Tegelen              | 51° 20' 34" NB, 6° 8' 13" OL  | Meer afbeeldingen                  |
| 2267 | Vredeskapel                        | algemeen, overig                                                                                             | Charles Grips (ontwerp beeld), Jac Bongaerts (uitvoering beeld) |                  | kapel           | Kasteellaan 10, 5932 AG               | Tegelen              | 51° 19' 55" NB, 6° 8' 10" OL  |                                    |
| 2268 | Ik Zal Handhaven monument          | militairen in dienst van het Ned. Kon. 1940-1945                                                             | Piet Peters                                                     | 2 november 1940  | reliëf          | Raadhuislaan, 5931 NR                 | Tegelen              | 51° 20' 15" NB, 6° 9' 49" OL  | Ik Zal Handhaven monument          |
| 2269 | Onze Lieve Vrouw van Banneux       | algemeen, overig                                                                                             | Piet Killaars (ontwerp), Atelier Teeuwen (uitvoering)           | 13 mei 1949      | beeld/sculptuur | Bergstraat, 5931 CC                   | Tegelen              | 51° 20' 26" NB, 6° 7' 55" OL  |                                    |
| 2270 | Feniks                             | algemeen | Piet Killaars (17-10-1922)                                      |                  | reliëf          | Guillaumestraat 10, 5931 CK           | Tegelen              | 51° 20' 26" NB, 6° 7' 60" OL  |                                    |
| 2275 | Oorlogsmonument                    | algemeen | Wim Rijvers (27-07-1927)                                        | 12 mei 1979      | zuil            | Antoniuslaan, 5921 KA                 | Blerick              | 51° 22' 5" NB, 6° 9' 22" OL   | Meer afbeeldingen                  |
| 2278 | Monument aan de Toeperweg          | verzet Nederland                                                                                             |                                                                 |                  | Kruis           | Toeperweg, 5916 NE                    | Venlo                | 51° 22' 47" NB, 6° 12' 35" OL | Monument aan de Toeperweg          |
| 2279 | Monument bij de Minderbroederskerk | algemeen |                                                                 | 3 mei 1946       | Kruis           | Arsenaalplein, 5911 BR                | Venlo                | 51° 22' 10" NB, 6° 10' 20" OL | Monument bij de Minderbroederskerk |
| 2349 | Plaquette in het NS-station (1)    | burgerslachtoffers                                                                                           | Ir. H.G.J. Schelling (ontwerp), H.J. Winkelman (uitvoering)     |                  | plaquette       | Stationsplein 1, 5913 AA              | Venlo                | 51° 21' 55" NB, 6° 10' 18" OL | Plaquette in het NS-station (1)    |
| 2350 | Plaquette in het NS-station (2)    | burgerslachtoffers                                                                                           | Ir. H.G.J. Schelling (ontwerp), H.J. Winkelman (uitvoering)     |                  | plaquette       | Stationsplein 1, 5913 AA              | Venlo                | 51° 21' 55" NB, 6° 10' 18" OL |                                    |
| 2422 | Monument aan de Schaapsdijkweg     | geallieerde militairen, burgerslachtoffers, overig                                                           | E.M. Muijsers (13-10-1944)                                      | 25 juni 2001     | plaquette       | Schaapsdijkweg 81, 5913 PB            | Venlo                | 51° 22' 15" NB, 6° 11' 53" OL |                                    |
| 3000 | De Wachters                        | | Shinkichi Tajiri (1923)                                         | 2 mei 2007       | overig          |                                       | Venlo                | 51° 22' 22" NB, 6° 10' 21" OL | Meer afbeeldingen                  |
|      | Stolpersteine                      | vervolgden Nederland                                                                                         | Gunter Demnig                                                   |                  | plaquette       | Zie Stolpersteine in Venlo            | Steyl, Velden, Venlo |                               |                                    |

Beek ·
Beekdaelen ·
Beesel ·
Bergen ·
Brunssum ·
Echt-Susteren ·
Eijsden-Margraten ·
Gennep ·
Gulpen-Wittem ·
Heerlen ·
Horst aan de Maas ·
Kerkrade ·
Landgraaf ·
Leudal ·
Maasgouw ·
Maastricht ·
Meerssen ·
Mook en Middelaar ·
Nederweert ·
Peel en Maas ·
Roerdalen ·
Roermond ·
Simpelveld ·
Sittard-Geleen ·
Stein ·
Vaals ·
Valkenburg aan de Geul ·
Venlo ·
Venray ·
Voerendaal ·
Weert